# Système d'alerte de sûreté du navire

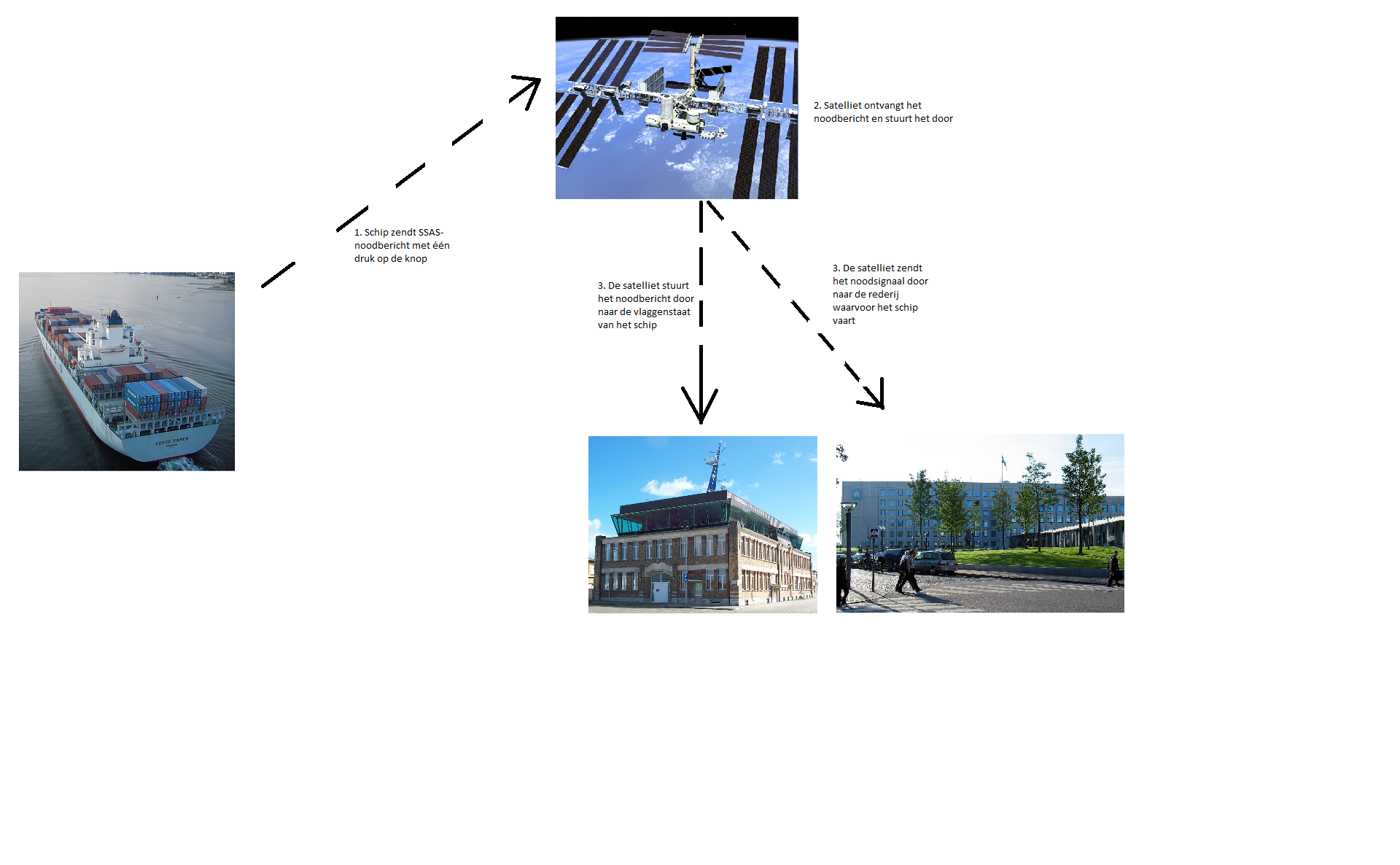
Description du fonctionnement du système d'alerte de sûreté du navire

Le système d'alerte de sûreté du navire (Ship Security Alert System, abrégé : SSAS) est un système d'alerte silencieuse pour les navires imaginé pour faire face à la recrudescence de la piraterie maritime. Le système activé signale aux autorités compétentes à terre que la sûreté d'un navire est menacée ou a été compromise.

## Système
Très peu encombrant, il comprend un coffret électronique, une antenne, deux boutons d'alerte dont l'un à un emplacement au choix de l'armateur, l'autre devant se trouver sur la passerelle  de navigation. Le coffret comprend une carte électronique de système de positionnement par satellites. Il ne travaille qu'en émission.

## Fonctionnement
L'alarme est donnée par l'activation d'un des deux boutons. Ne manifestant aucune alarme à bord, l'alerte est transmise par satellite à un centre terrestre, indiquant la position, la route et la vitesse extraites du système de positionnement par satellites. Le suivi du navire est possible. L'alerte une fois activée ne cesse pas tant qu'elle n'est pas annulée par une deuxième manipulation à bord du navire.
- NB: Cette alerte ne fait pas double emploi avec l'alerte de détresse, en effet une alerte de sûreté peut entraîner une situation de détresse, et vice-versa.

## Possibilités annexes
Certaines entreprises offrent aux armateurs la possibilité de suivre leurs navires par ce système mais avec des extensions particulières. Les armateurs pourront connaître la position, route, vitesse des navires, projetée sur une carte marine électronique, également la projection sur une carte météo, des moyennes de vitesse ainsi qu'une estimation de l'heure probable d'arrivée (HPA) à destination, les heures d'entrée/sortie dans une zone prédéfinie, etc.